# Wallaceus
Wallaceus is een geslacht van kevers uit de familie  
kniptorren (Elateridae).
Het geslacht is voor het eerst wetenschappelijk beschreven in 2004 door Platia & Schimmel.

## Soorten
Het geslacht omvat de volgende soort:
- Wallaceus ronkayi Platia & Schimmel, 2007